# 三角波

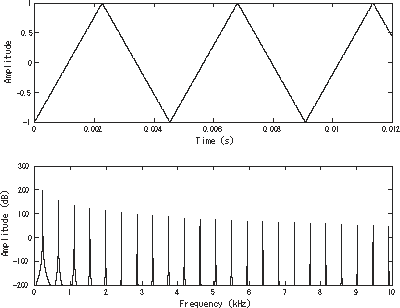

三角波（英語：triangle wave）是一种非正弦波，其波形是三角形，因此得名。它具有周期性、分段连续性，并且是一个实函数。

大量谐波叠加生成三角波的过程动画演示。对于该过程的数学描述，请参阅傅里叶变换。

三角波的無窮傅里葉級數展開為：
{\displaystyle {\begin{aligned}x_{\mathrm {triangle} }(t)&{}={\frac {8}{\pi ^{2}}}\sum _{k=0}^{\infty }(-1)^{k}\,{\frac {\sin \left((2k+1)t\right)}{(2k+1)^{2}}}\\&{}={\frac {8}{\pi ^{2}}}\left(\sin(t)-{1 \over 9}\sin(3t)+{1 \over 25}\sin(5t)-\cdots \right)\end{aligned}}}

## 相关条目

正弦波、方波、三角波和锯齿波的波形